# Anopheles omorii
Anopheles omorii este o specie de țânțari din genul Anopheles, descrisă de Albino Morimasa Sakakibara în anul 1959. Conform Catalogue of Life specia Anopheles omorii nu are subspecii cunoscute.